# Ипполита
Ипполи́та (др.-греч. Ἱππολύτη, также Главка, Меланиппа) — в древнегреческой мифологии царица амазонок. Дочь Ареса и Отреры. Некоторые поэты отождествляют с Ипполитой царицу амазонок, похищенную Тесеем и называвшуюся сначала Антиопой.

### Девятый подвиг Геракла
Еврисфей приказал Гераклу достать её пояс (подаренный Ипполите Аресом) для своей дочери Адметы. Геракл прибыл в гавань Фемискиры. Ипполита хотела добровольно отдать пояс Гераклу, но Гера, приняв облик амазонки, объявила воительницам, что царицу увозят. Амазонки в полном вооружении поскакали к кораблю. В бою Геракл убил Ипполиту, завладев поясом. Согласно Аполлонию, Ипполита — сестра Меланиппы, которую похитил Геракл, и Ипполита отдала тому пояс. По Диодору, Геракл взял царицу Меланиппу в плен, но отпустил на свободу, отняв пояс.
По Симониду, Ипполитой звали жену Тесея.
Плодом союза с ней Тесея был Ипполит.
По мегарской версии, Ипполита была сестрой Антиопы, побежденная при войне с Афинами, она бежала в Мегары и умерла от горя. Похоронена в Мегарах. Либо Ипполита была случайно убита на охоте своей сестрой Пенфесилеей.
Статуя Геракла, сражающегося с амазонкой из-за её пояса, была в Олимпии. Пояс показывали в Микенах.

## Память
- «Геракл отнимает пояс у Ипполиты» — картина голландского художника Николауса Кнюпфера из собрания Эрмитажа.
- Необитаемый остров Хипполит-Рокс (Тасмания).
- Один из важных персонажей романа английской писательницы Мэри Рено о Тесее «Бык из моря».